# Wilhelm III Dziecię
Wilhelm III Dziecię (ur. ok. 1110, zm. 9 lutego 1127) – hrabia Burgundii od 1125, z dynastii Anskarydów.

## Życiorys
Wilhelm był synem hrabiego Burgundii Wilhelma II i Agnieszki, córki księcia Zähringen Bertolda II. Został hrabią Burgundii jako następca swego ojca. Został zamordowany w klasztorze klasztorze Payerne. Nie ożenił się, zmarł bezpotomnie. Jego następcą został kuzyn jego ojca, Renald III.